# اسلام در ازبکستان
اسلام در ازبکستان یک دین غالب است؛ منابع میزان مسلمانان اختلافات دارند اما در اکثریت بودن مسلمانان هیچ اختلافی نیست. بر اساس یک آمار، ۹۰ درصد جمعیت کشور را مسلمانان شکل داده‌اند. بیشتر مردم ازبکستان سنی مذهب هستند. 

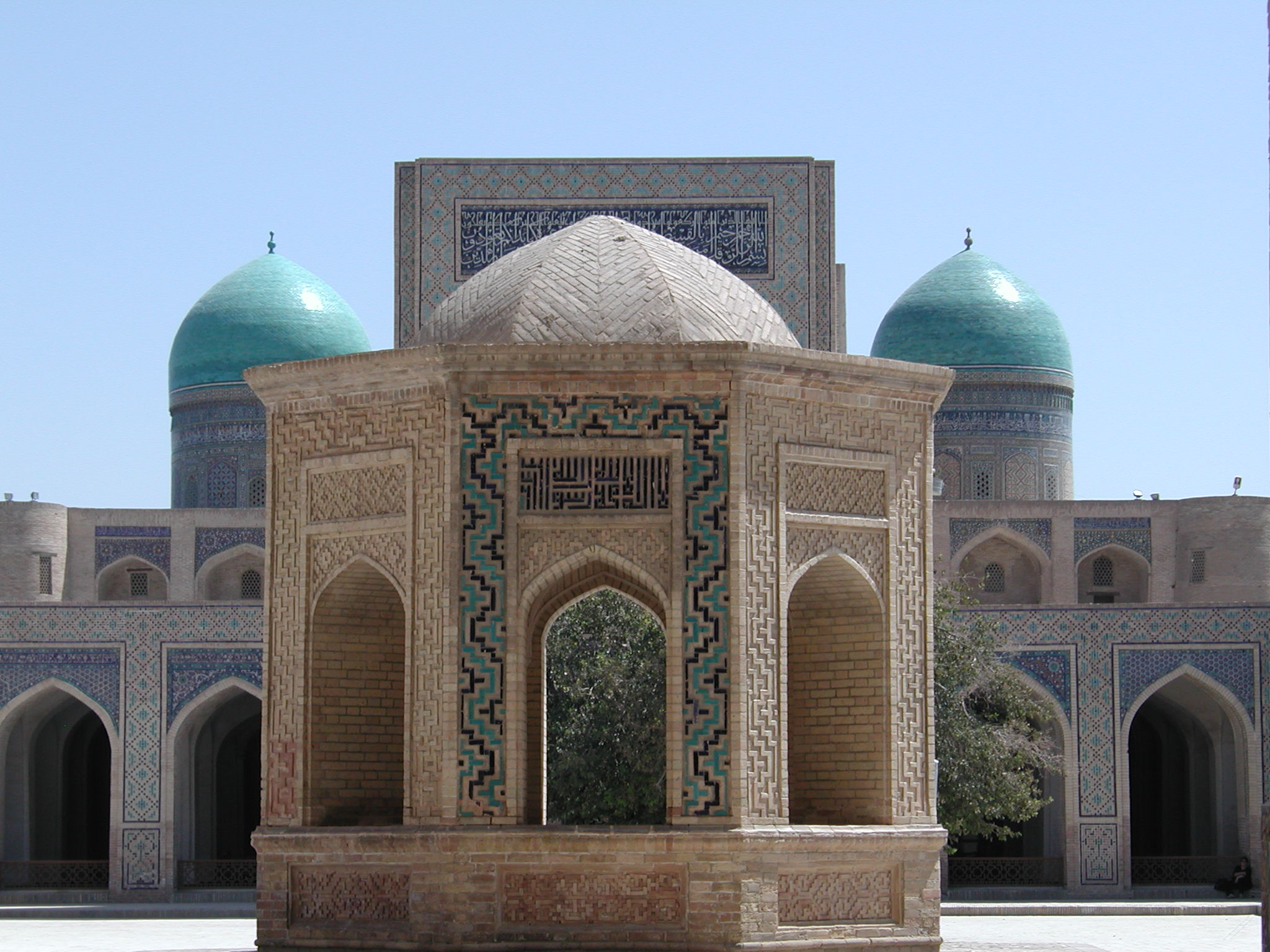
مسجدی در بخارا

## آمار

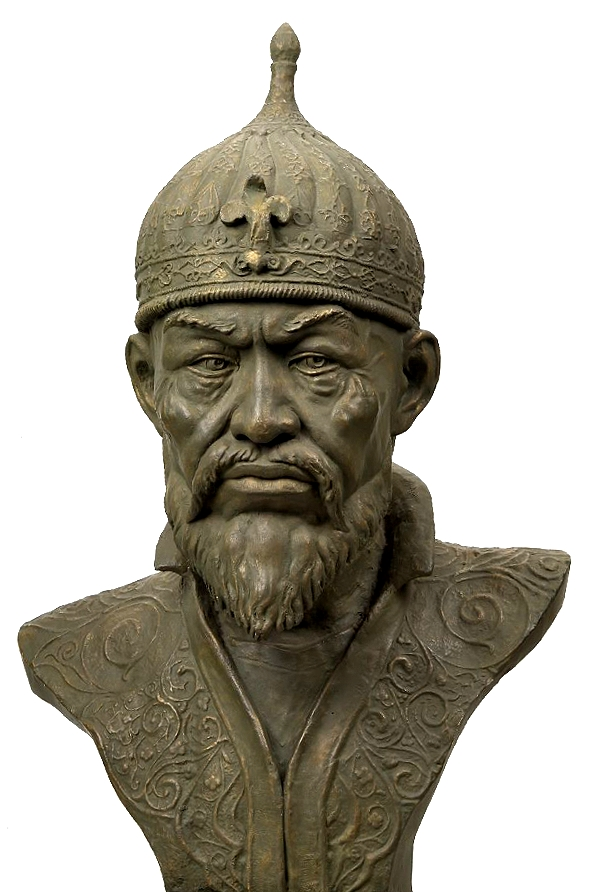
سردیس تیمور گورکانی طراحی شده از اسکلت یافت شده از وی. زاده شده در ازبکستان.

طبق گزارش‌های رسمی این کشور، حدود ۹۰ درصد از جمعیت کشور ازبکستان را مسلمانان تشکیل داده‌اند. بیشتر این افراد، از فرقه اهل سنت هستند اهمیت این منطقه به جهت قطب فرهنگی و مذهبی بودن در منطقه آسیای میانه است بر اساس یک گزارش غیر رسمی، ۸۷ درصد جمعیت ازبکستان را مسلمانان و ۹ درصد را مسیحیان ارتدکس روسیه تشکیل داده‌اند. حدود ۴ درصد دیگر نیز غیر مذهبی‌ها و سایر ادیان تشکیل داده‌اند در آماری دیگر که مرکز تحقیقات پیو در سال ۲۰۰۹ منتشر کرده است، ۹۶.۳ درصد مردم ازبکستان را مسلمانان تشکیل داده‌اند. از میان مسلمانان این کشور، ۵۴ درصد مسلمان غیر فرقه‌ای، ۱۸ درصد سنی مذهب و ۱ درصد نیز شیعیان هستند. برآورد شده است که ۱۱ درصد از جمعیت را نیز مسلمانان با گرایش صوفی تشکیل داده‌اند.

## تاریخ
اسلام توسط اعراب و ازبک‌ها در قرن هشتم وارد به آسیای میانه شد. اسلام ابتدا در مناطق جنوبی ترکستان در جریان بود و پس از آن به تدریج به سمت شمال گسترش یافت. با آغاز دوره طلایی اسلام، ازبکستان توانست به یک مرکز برجسته علمی، پزشکی و فلسفی تبدیل شود که دانشمندان آن توانستند اختراعات فراوانی را به ثبت برسانند. در قرن چهاردهم، ساخت و سازهای مذهبی در این کشور رو به گسترش کذاشت و مسجد بی بی خانیم بنا نهاده شد. هنرمندان این کشور نیز شروع به تهیه آثار مذهبی نمودند؛ خطاطی قرآن در ابعاد بسیار ظریف و ریز یا ابعاد بسیار بزرگ و وسیع از جمله این هنرمندی‌ها بود. در اوایل دهه ۱۹۹۰ و با پایان قدرت اتحادیه جماهیر شوروی، گروه‌هایی اسلام‌گرا اقدام به اسلامی سازی ازبکستان کردند اما در این زمینه ناموفق بودند و با عکس‌العمل دولت ازبکستان مواجه شدند.

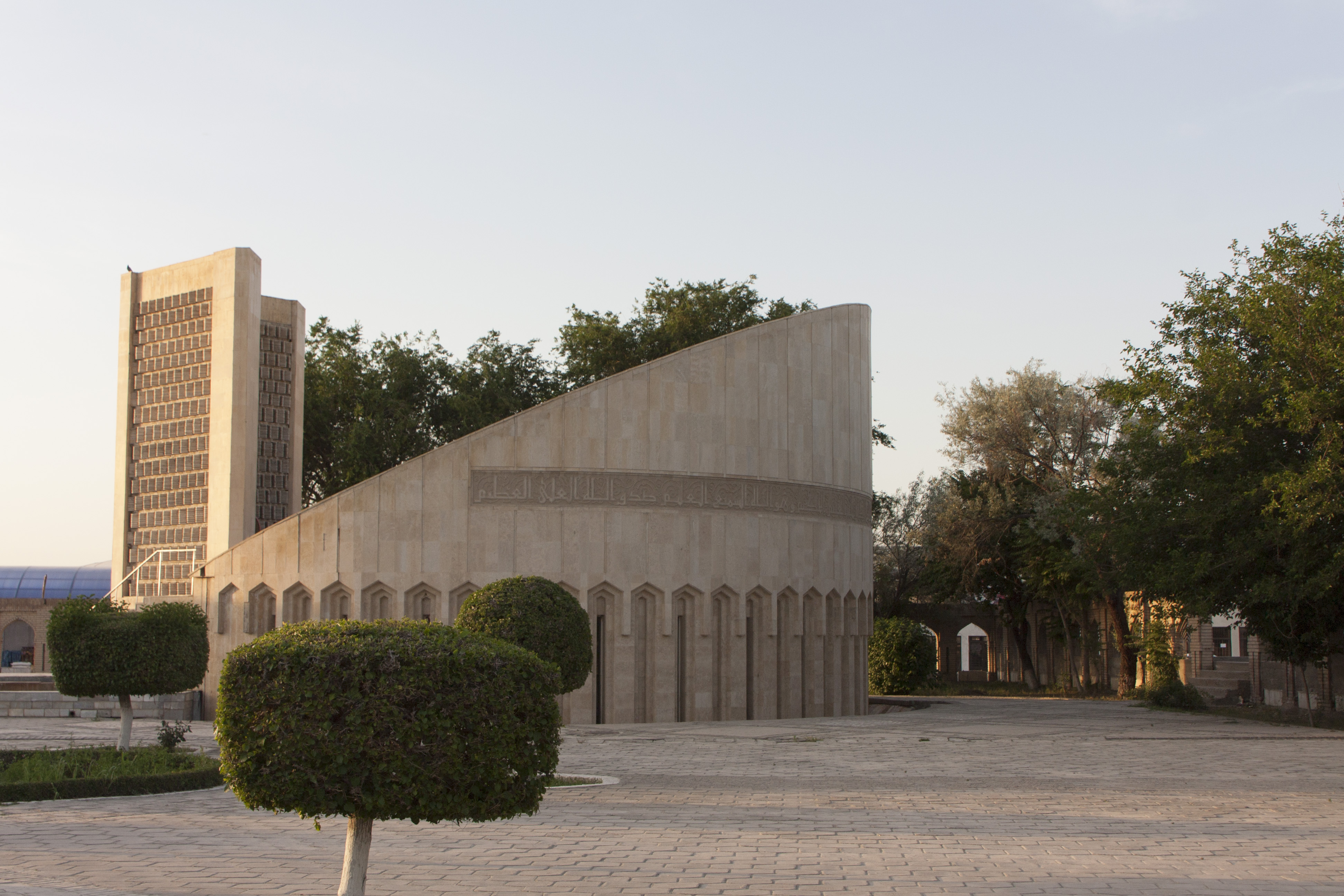
بنای یادبودی برای بخاری

## عالمان
از میان دانشمندان برجسته مسلمان می‌توان به بخاری اشاره کرد که یک ازبک بوده و از نظر مسلمانان سنی مذهب، توانسته معتبرترین مجموعه حدیثی را به نگارش درآورد. ترمذی و ابومنصور ماتریدی نیز دیگر دانشمندان مسلمان این منطقه به حساب می‌آیند.

## مطالعه بیشتر
- Louw, Maria Elisabeth. 2007. Everyday Islam in Post-Soviet Central Asia. London: Routledge.
- Tucker, Noah. “Domestic Shapers of Eurasia’s Islamic Futures: Sheikh, Scholar, Society, and the State,” in Islam in Eurasia: A Policy Volume, 77–92. Cambridge, MA: Davis Center for Russian and Eurasian Studies.
- Cornell, S.E., 2005. Narcotics, radicalism, and armed conflict in Central Asia: the Islamic movement of Uzbekistan. Terrorism and Political Violence, 17(4), pp.619-639.
- Weitz, R., 2004. Storm Clouds over Central Asia: Revival of the Islamic Movement of Uzbekistan (IMU)?. Studies in Conflict and Terrorism, 27(6), pp.505-530.
- Moore, C., 2007. Combating terrorism in Russia and Uzbekistan. Cambridge Review of International Affairs, 20(2), pp.303-323.
- Abduvakhitov, A., 1993. Islamic revivalism in Uzbekistan. Eickelman, D.(Hg.): Russian Muslim Frontiers. New Directions in Cross-Cultural Analysis, pp.79-97.
- Sinai, J., 2000. Islamic Terrorism and Narcotrafficking in Uzbekistan. Defense & Foreign Affairs’ Strategic Policy, 5, pp.7-8.